# Liste des ministres en chef actuels des divisions administratives birmanes
 (août 2023).
Cette page dresse la liste des dirigeants actuels des 15 divisions administratives (7 régions, 7 États et le Territoire de l’Union) de la Birmanie.

## Ministres en chef des régions
| Région                   | Nom             | Depuis (le)  |
| ------------------------ | --------------- | ------------ |
| Ayeyarwady (Irrawaddy)   | Mahn Johnny     | 30 mars 2016 |
| Bago (Pégou)             | Win Thein       | 30 mars 2016 |
| Magway (Magwe)           | Aung Moe Nyo    | 30 mars 2016 |
| Mandalay                 | Zaw Myint Maung | 30 mars 2016 |
| Rangoon (Yangon)         | Phyo Min Thein  | 30 mars 2016 |
| Sagaing                  | Myint Naing     | 30 mars 2016 |
| Tanintharyi (Tenasserim) | Lei Lei Maw     | 30 mars 2016 |

## Ministres en chef des États
| État             | Nom                 | Depuis (le)  |
| ---------------- | ------------------- | ------------ |
| Arakan (Rakhine) | Nyi Pu              | 30 mars 2016 |
| Chin             | Salai Lian Lwal     | 30 mars 2016 |
| Kachin           | Khet Aung           | 30 mars 2016 |
| Kayah (Karenni)  | L Phaung Sho        | 30 mars 2016 |
| Kayin (Karen)    | Nan Khin Htwe Myint | 30 mars 2016 |
| Môn              | Min Min Oo          | 30 mars 2016 |
| Shan             | Lin Htut            | 30 mars 2016 |

## Dirigeant du Territoire de l’Union
| Territoire                                        | Titre                | Nom      | Depuis (le)  |
| ------------------------------------------------- | -------------------- | -------- | ------------ |
| Territoire de l’Union (Naypyidaw Union Territory) | Président du Conseil | Myo Aung | 30 mars 2016 |